# 劉華甫 (正統進士)
劉華甫（1412年—？），初名光，以字行，江西南昌府豐城縣人，民籍。明朝政治人物。進士出身。

## 生平
江西鄉試第二名。正統七年（1442年）壬戌科會試第二十七名，殿試登進士第二甲第四十八名，除兵科給事中，以丁憂歸鄉。景泰間，起用戶科給事中，陞蘇州府知府，調雲南曲靖軍民府，因病離職。

## 家族
曾祖父劉漢廣，贈刑部主事。祖父劉志節。父亲劉功粹。